# Kemał Mustafow
Kemał Mustafow (bg. Кемал Мустафов) – bułgarski zapaśnik walczący w stylu wolnym. Srebrny medalista mistrzostw Europy w 1985 i brązowy w 1984 i 1986. Trzeci na MŚ młodzieży w 1983 roku.